# 錫特尼亞基
50°24′52″N 29°41′58″E / 50.41444°N 29.69944°E
锡特尼亞基（烏克蘭語：Ситняки）是位於烏克蘭北部的村莊，由基辅州布恰区的馬卡里夫市鎮負責管轄。該村始建於1507年，面積0.14平方公里，海拔高度156米，2001年人口764，人口密度每平方公里5,457.1人。